# Gerard (książę Jülich i Bergu)
Gerard (ur. ok. 1417, zm. 19 sierpnia 1475 w Lülsdorfie) – hrabia Ravensbergu od 1428, książę Jülich i książę Bergu od 1437.

## Życiorys
Gerard był jedynym synem hrabiego Ravensbergu Wilhelma II oraz Adelajdy, córki hrabiego Tecklenburga Mikołaja II. 
W 1428 po śmierci ojca odziedziczył hrabstwo Ravensbergu. W 1437 po śmierci stryja Adolfa objął także księstwa Jülich i Bergu. Przejął przy tym także roszczenia książąt Jülich do tytułu księcia Geldrii i kontynuował rozpoczęty przez stryja spór o Geldrię z Arnoldem z Egmond (który z kolei podnosił roszczenia do Jülich). Mimo poparcia królów Niemiec nie zdołał objąć władzy w Geldrii, nawet po odniesionym w 1444 zwycięstwie w bitwie pod Linnich. W 1447 zawarł układ z Arnoldem, w którym wzajemnie gwarantowali sobie stan posiadania. Ostatecznie roszczenia Gerarda do Geldrii zostały w 1473 odsprzedane za znaczą sumę księciu burgundzkiemu Karolowi Zuchwałemu. 
Po zwycięstwie pod Linnich ustanowił order Świętego Huberta (bitwa miała miejsce w dniu święta tego patrona). 
Dbał o wewnętrzne sprawy księstwa, jednak wskutek potrzeb finansowych stopniowo zastawiał swoje dobra. Aby uzyskać fundusze w 1451 zawarł układ, na mocy którego w zamian za znaczną sumę pieniężną przyznawał arcybiskupom Kolonii swoje księstwa w przypadku swej bezpotomnej śmierci (mimo trwającego już od kilku lat małżeństwa nie miał wówczas potomków; pierwszy syn urodził mu się dopiero w 1455). Wskutek postępującej choroby psychicznej od 1460 stracił zdolność do sprawowania rządów, które w jego imieniu sprawowała początkowo jego żona, a po jej śmierci syn Wilhelm.

## Rodzina
Gerard poślubił w 1444 Zofię, córkę księcia Saksonii-Lauenburga Bernarda II (zmarłą w 1473). Para miała czworo dzieci:
- Wilhelm, następca Gerarda jako książę Jülich i Bergu oraz hrabia Ravensbergu,
- Adolf, zmarły w młodości,
- Gerard, zmarły w młodości,
- Anna, żona Jana III, hrabiego Moers i Saarwerden[3].